# La mia legge (film 1973)
La mia legge (Les granges brûlées) è un film del 1973 diretto da Jean Chapot.

## Trama
Nel paesaggio invernale e innevato delle montagne del Giura francese viene ritrovato il cadavere di una donna assassinata. Nell'area, l'unico casale è sotto il controllo energico di Rose, che lo gestisce come una vera capofamiglia.
Il giudice istruttore Larcher arriva di persona per rianimare le indagini, fino a quel punto in stallo. Tra lui e Rose, determinata a proteggere la sua famiglia a ogni costo, si accende una lotta accesa per scoprire la verità.

## Produzione
Coproduzione italo-francese girata nel dipartimento di Doubs a Pontarlier e La Chaux, dove è situata la fattoria della famiglia Cateux.